# ملعب روفارو
ملعب روفارو هو ملعب متعدد الاستخدام يقع في هراري عاصمة زيمبابوي . غالبا ما يتم استخدامه لمباريات كرة القدم . يسع لجلوس 35 ألف متفرج . يعتبر الملعب الرسمي الذي يخوض فيه منتخب زيمبابوي مبارياته الدولية .